# Fledertiere als Lebensmittel

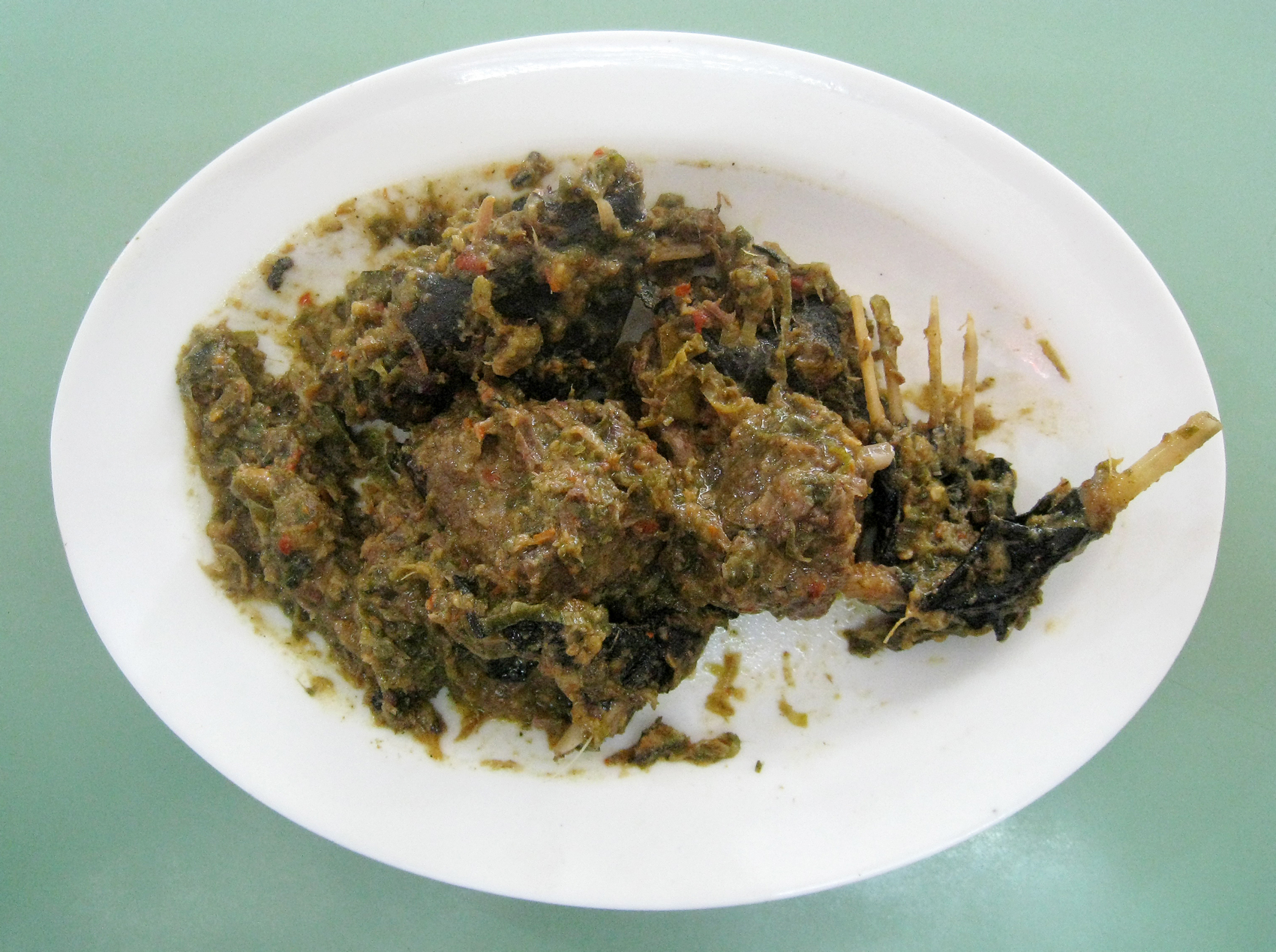
Paniki, zubereitet aus Flughundfleisch, gekocht mit würzigem grünen Paprikapfeffer. Speise aus Manado, Sulawesi Utara, Indonesien.

Im pazifischen Raum und in Asien werden Fledertiere als Lebensmittel von Menschen genutzt.  Fledertiere werden in verschiedenen Varianten in Indonesien, Thailand, Vietnam, Guam und in anderen asiatischen Ländern und Kulturen im pazifischen Raum verzehrt. Auf Guam gilt der Marianen-Flughund als Delikatesse, eine Spezies ist dort durch Bejagung gefährdet. Sie werden dort zur Nutzung als Lebensmittel und aufgrund ihrer Haut gejagt. Die Jagd erfolgt u. a. mit Netzen und Schrotflinten.
Das Oxford Companion to Food von 1999 beschreibt den Geschmack von Flughunden als ähnlich zu Hühnchen und dass es sich um „saubere Tiere, die sich ausschließlich von Früchten ernähren“ handelt. Fledertiere werden auf unterschiedliche Arten, wie Grillen, Barbecue, Frittieren, Kochen als Eintopf und Braten im Wok zubereitet. Frittiert kann das gesamte Fledertier verzehrt werden. Fledertiere haben einen geringen Fettanteil und enthalten viele Proteine.
Während des Kochens kann sich aus den Fledertieren ein starker Uringeruch freisetzen. Dies kann durch Zusatz von Knoblauch, Zwiebeln, Chilipfeffer oder Bier reduziert werden.

## Gefahr der Übertragung von Krankheiten und Toxinen
Das Jagen und Verzehren von Fledertieren als Bushmeat stellt aufgrund von Zoonosen ein Risiko für die öffentliche Gesundheit in Westafrika dar. Fledertiere dienen als Erregerreservoir für Filoviridae, wie das Zaire-Ebolavirus und das Marburg-Virus. Menschen, die mit infizierten Tieren in Kontakt kommen, können sich mit dem Ebolavirus anstecken. Außerdem können die Tiere das Henipavirus und das Lyssavirus übertragen.
Der Verzehr von Flughunden kann zu Lytico-Bodig, einer neurologischen Erkrankung führen. Paul Alan Cox vom Hawaiian National Tropical Botanical Garden in Kalaheo und Oliver Sacks vom Albert Einstein College of Medicine in New York City fanden heraus, dass Fledertiere große Mengen an Samen der Sagopalmfarne fressen und sich dadurch – wie bei einigen Adlern, die im Fettgewebe große Mengen des Pestizids Dichlordiphenyltrichlorethan speichern – möglicherweise eine gefährliche Menge an Toxinen anlagert.

## Küche

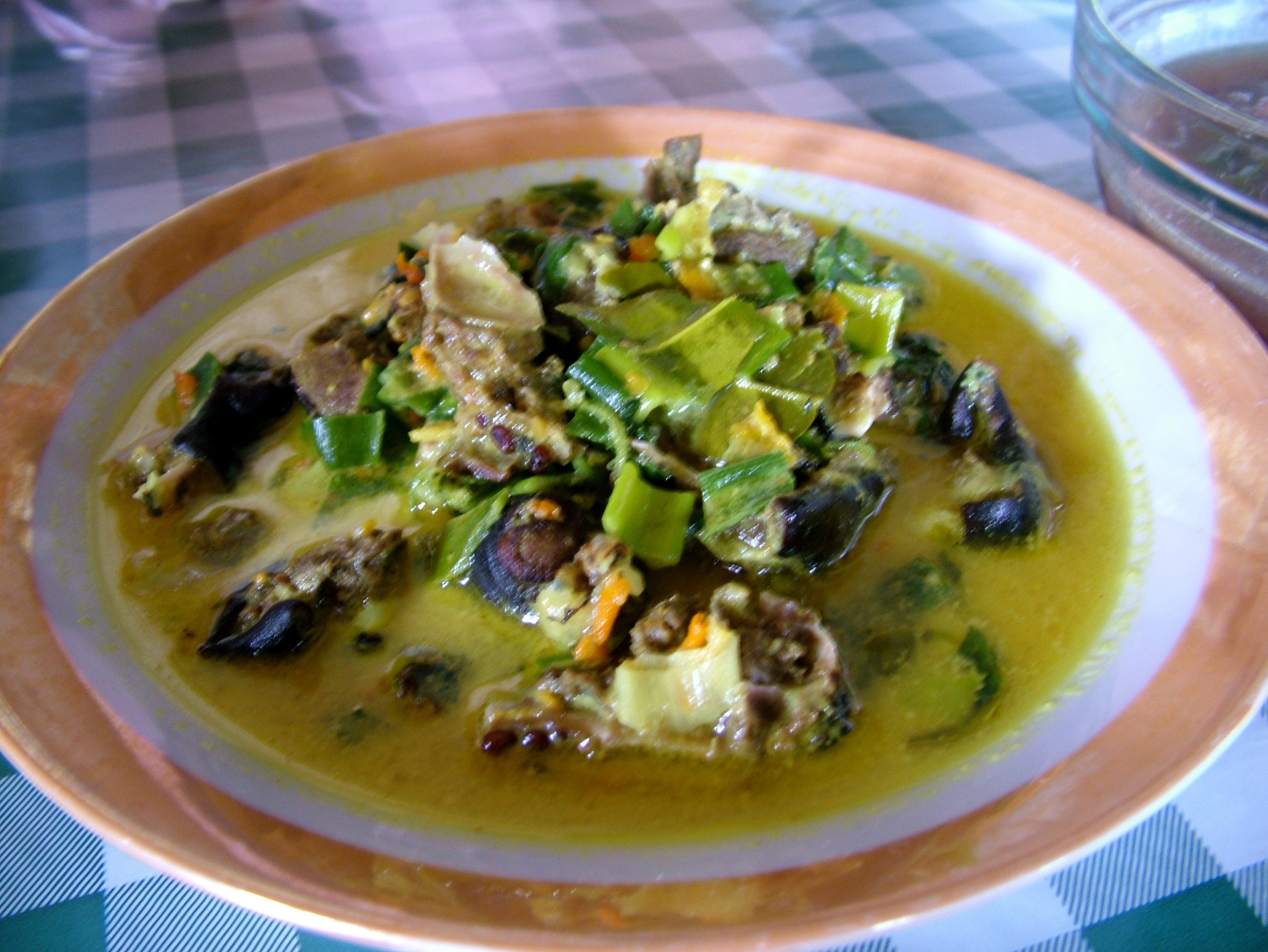
Paniki mit gelber Suppe

Paniki ist ein exotisches Gericht der Minahasa in Sulawesi Utara, das aus Flughunden zubereitet wird.
Suppen, Eintöpfe und Currys werden ebenfalls aus Fledertieren zubereitet. In Palau gelten Fledertiere als Delikatesse. Flughunde werden in der palauischen Fruit Bat Soup mit Kokosmilch, Gewürzen und Ingwer zubereitet.

### Eintöpfe
Fledertier-Eintopf ist ein Eintopf, der aus unterschiedlichen Fledertieren zubereitet wird. In einigen Rezepten werden  Flughunde als Zutat verwendet.
Estufa de morcego ist ein Fledertier-Eintopf, der als Delikatesse in São Tomé und Príncipe gilt und an Heiligentagen und bei Festen serviert wird.

Vorbereitung der Fledertiere
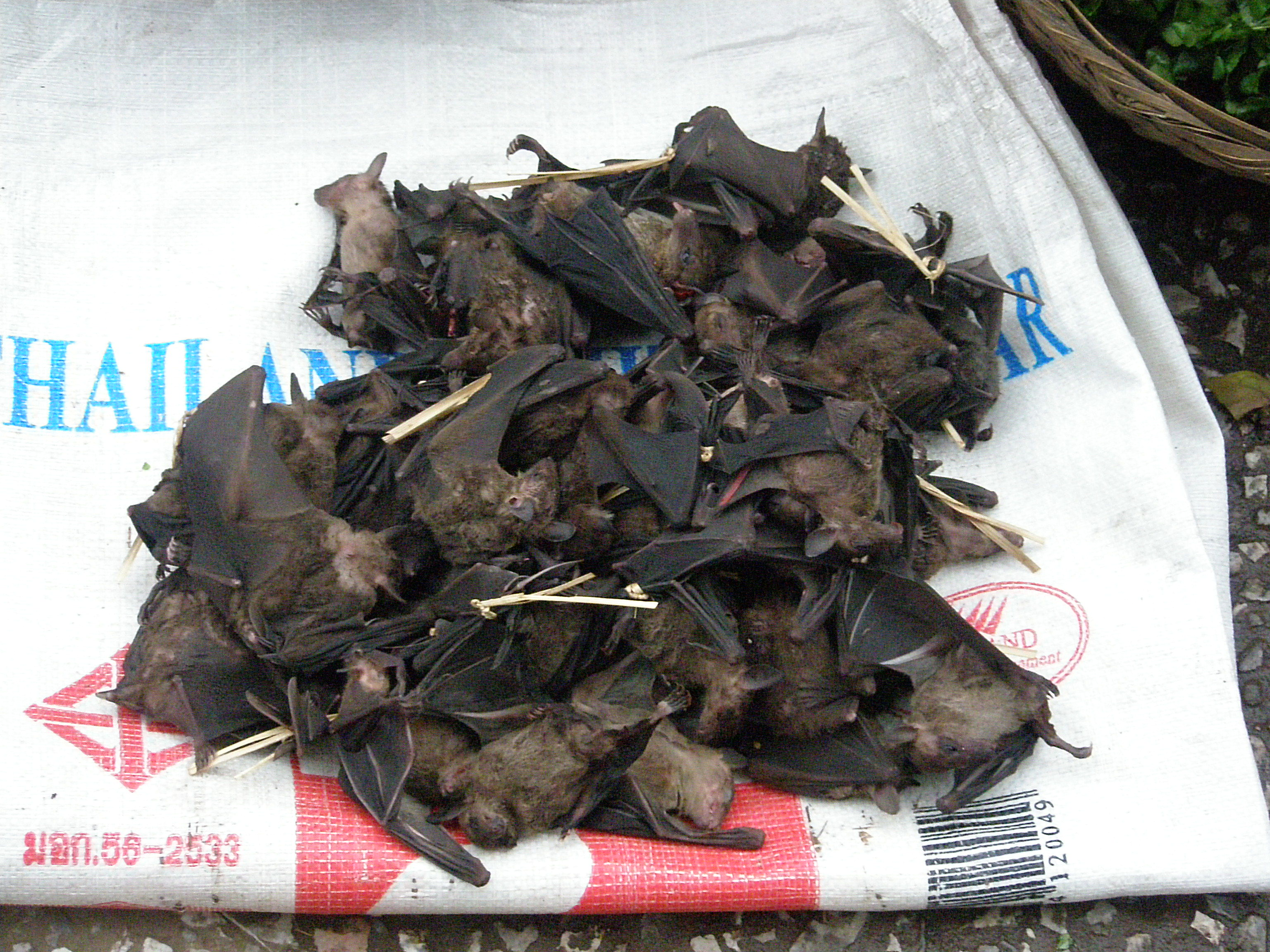
Fledertiere für den menschlichen Verzehr in Laos
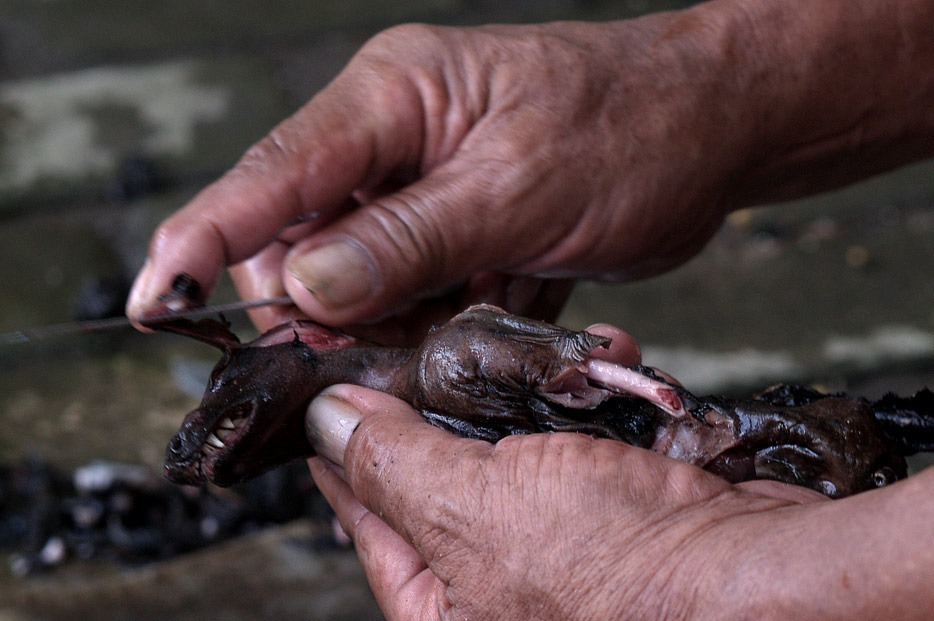
Vorbereitung vor dem Kochen
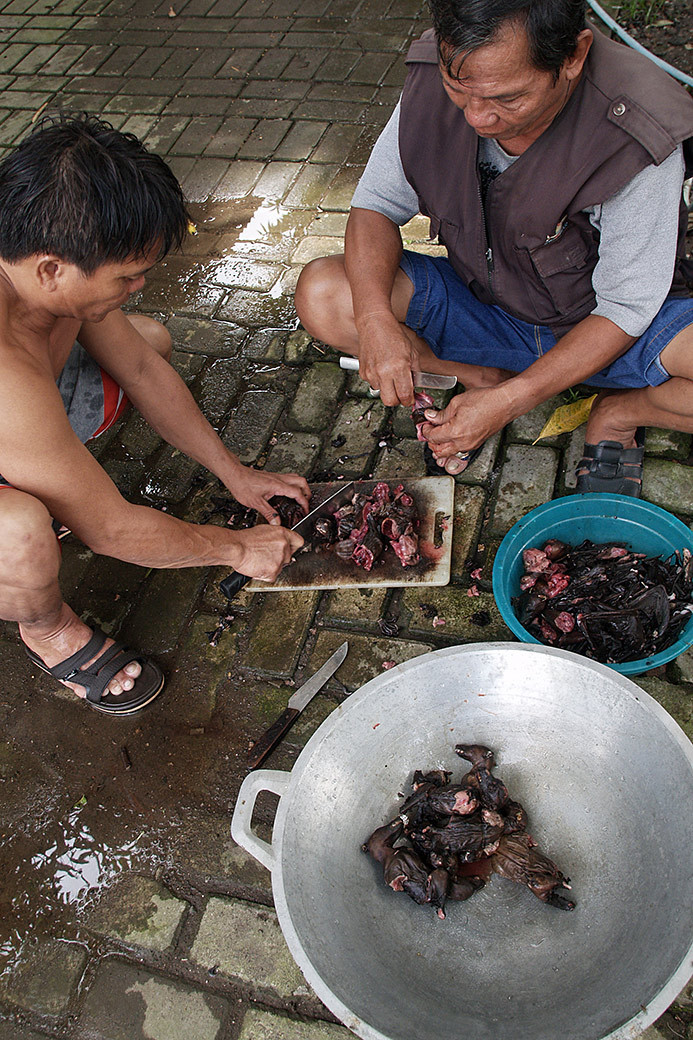
Weiteres Bild der Vorbereitung
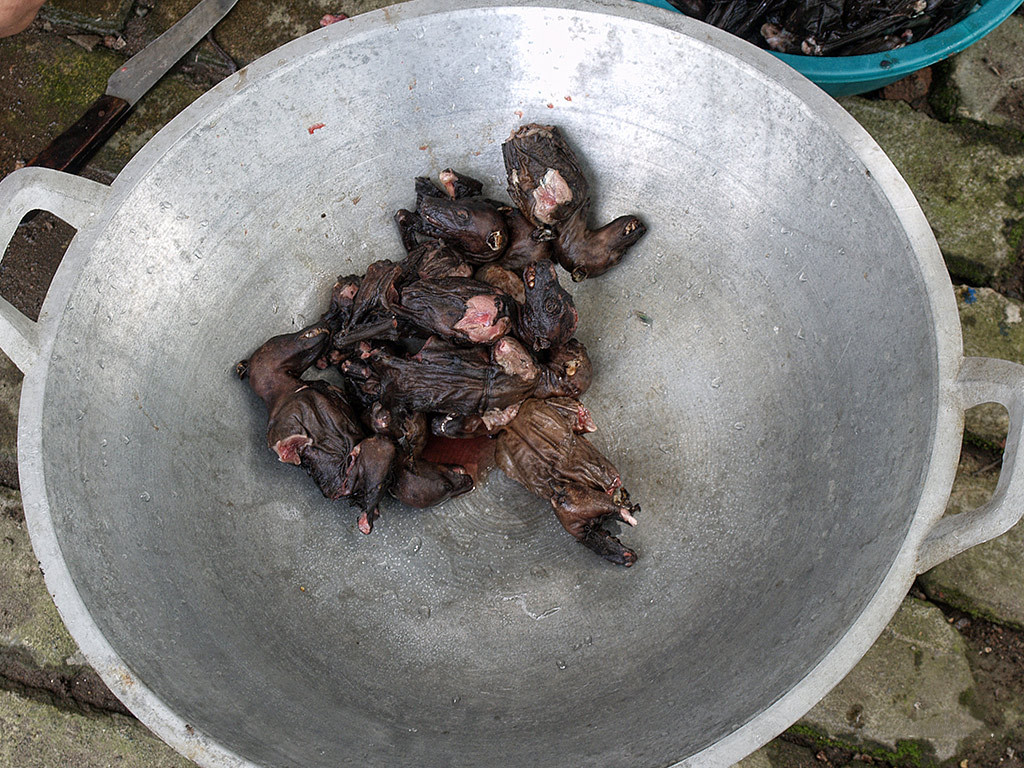
Zum Kochen bereit